# Billie Jean King Cup 2022 - Fase finale
Le finali della Billie Jean King Cup 2022 (Billie Jean King Cup Finals in inglese) sono il più alto livello della Billie Jean King Cup 2022. La competizione si disputa all'Emirates Arena di Glasgow dall'8 al 13 novembre 2022.
La Russia era la detentrice del titolo, ma è stata esclusa da tutte le competizioni a squadre (insieme alla Bielorussia) in seguito all'invasione russa dell'Ucraina del 2022.

## Squadre partecipanti
12 nazioni partecipano alle finali. Le squadre si sono qualificate secondo i criteri che seguono:
- Una finalista dalla precedente edizione (Svizzera, la Russia vincitrice è stata sospesa dalle competizioni a squadre[2])
- La semifinalista eliminata dell'edizione precedente con il ranking più alto (Australia)
- La nazione ospitante (Gran Bretagna)
- 7 vincenti delle qualificazioni di aprile 2022
- Una squadra qualificata con un bye nel turno di qualificazione (Slovacchia) e una squadra qualificata con un walkover (Belgio)

| Squadre partecipanti | Squadre partecipanti | Squadre partecipanti | Squadre partecipanti | Squadre partecipanti | Squadre partecipanti |
| Australia            | Belgio               | Canada               | Rep. Ceca            | Gran Bretagna (H)    | Italia               |
| Kazakistan           | Polonia              | Slovacchia           | Spagna               | Svizzera             | Stati Uniti          |
| -------------------- | -------------------- | -------------------- | -------------------- | -------------------- | -------------------- |

## Formazioni
SR = Ranking singolare; DR = Ranking doppio.
Ranking aggiornati al 31 ottobre 2022.
| Australia              | Australia | Australia |
| Atleta                 | SR        | DR        |
| ---------------------- | --------- | --------- |
| Ajla Tomljanović       | 33        | 137       |
| Priscilla Hon          | 153       | 341       |
| Storm Sanders          | 236       | 8         |
| Ellen Perez            | 367       | 18        |
| Samantha Stosur        | 541       | 114       |
| Capitano: Alicia Molik |           |           |

| Belgio                    | Belgio | Belgio |
| Atleta                    | SR     | DR     |
| ------------------------- | ------ | ------ |
| Elise Mertens             | 30     | 9      |
| Alison Van Uytvanck       | 56     | 184    |
| Maryna Zanevs'ka          | 81     | 180    |
| Ysaline Bonaventure       | 94     | 298    |
| Kirsten Flipkens          | 241    | 30     |
| Capitano: Johan Van Herck |        |        |

| Canada                    | Canada | Canada |
| Atleta                    | SR     | DR     |
| ------------------------- | ------ | ------ |
| Leylah Fernandez          | 40     | 75     |
| Bianca Andreescu          | 46     | 380    |
| Rebecca Marino            | 67     | 362    |
| Carol Zhao                | 169    | 570    |
| Gabriela Dabrowski        | 1012   | 6      |
| Capitano: Sylvain Bruneau |        |        |

| Gran Bretagna             | Gran Bretagna | Gran Bretagna |
| Atleta                    | SR            | DR            |
| ------------------------- | ------------- | ------------- |
| Harriet Dart              | 95            | 95            |
| Katie Boulter             | 130           | -             |
| Heather Watson            | 134           | 115           |
| Alicia Barnett            | 821           | 60            |
| Olivia Nicholls           | -             | 63            |
| Capitano: Anne Keothavong |               |               |

| Italia                    | Italia | Italia |
| Atleta                    | SR     | DR     |
| ------------------------- | ------ | ------ |
| Martina Trevisan          | 27     | 249    |
| Lucia Bronzetti           | 60     | 592    |
| Jasmine Paolini           | 63     | 141    |
| Elisabetta Cocciaretto    | 64     | 395    |
| Capitano: Tathiana Garbin |        |        |

| Kazakistan                  | Kazakistan | Kazakistan |
| Atleta                      | SR         | DR         |
| --------------------------- | ---------- | ---------- |
| Elena Rybakina              | 22         | 443        |
| Julija Putinceva            | 54         | 316        |
| Zhibek Kulambayeva          | 442        | 205        |
| Anna Danilina               | 496        | 12         |
| Capitano: Jaroslava Švedova |            |            |

| Polonia              | Polonia | Polonia |
| Atleta               | SR      | DR      |
| -------------------- | ------- | ------- |
| Magda Linette        | 51      | 45      |
| Magdalena Fręch      | 114     | 304     |
| Katarzyna Kawa       | 199     | 71      |
| Martyna Kubka        | 589     | 343     |
| Alicja Rosolska      | -       | 34      |
| Capitano: Dawid Celt |         |         |

| Rep. Ceca           | Rep. Ceca | Rep. Ceca |
| Atleta              | SR        | DR        |
| ------------------- | --------- | --------- |
| Karolína Plíšková   | 32        | 330       |
| Kateřina Siniaková  | 47        | 1         |
| Markéta Vondroušová | 121       | 151       |
| Karolína Muchová    | 158       | 500       |
| Capitano: Petr Pála |           |           |

| Slovacchia                | Slovacchia | Slovacchia |
| Atleta                    | SR         | DR         |
| ------------------------- | ---------- | ---------- |
| Anna Karolína Schmiedlová | 96         | 1276       |
| Viktória Kužmová          | 146        | 92         |
| Rebecca Šramková          | 322        | 555        |
| Renáta Jamrichová         | 886        | -          |
| Tereza Mihalíková         | 993        | 49         |
| Capitano: Matej Lipták    |            |            |

| Spagna                            | Spagna | Spagna |
| Atleta                            | SR     | DR     |
| --------------------------------- | ------ | ------ |
| Paula Badosa                      | 12     | 193    |
| Nuria Párrizas Díaz               | 73     | 335    |
| Cristina Bucșa                    | 107    | 150    |
| Rebeka Masarova                   | 133    | 192    |
| Aliona Bolsova                    | 195    | 58     |
| Capitano: Anabel Medina Garrigues |        |        |

| Stati Uniti             | Stati Uniti | Stati Uniti |
| Atleta                  | SR          | DR          |
| ----------------------- | ----------- | ----------- |
| Coco Gauff              | 4           | 2           |
| Madison Keys            | 11          | 56          |
| Danielle Collins        | 14          | 282         |
| Caty McNally            | 94          | 21          |
| Taylor Townsend         | 131         | 33          |
| Capitano: Kathy Rinaldi |             |             |

| Svizzera                  | Svizzera | Svizzera |
| Atleta                    | SR       | DR       |
| ------------------------- | -------- | -------- |
| Belinda Bencic            | 13       | 133      |
| Jil Teichmann             | 35       | 110      |
| Viktorija Golubic         | 77       | 94       |
| Simona Waltert            | 119      | 400      |
| Capitano: Heinz Günthardt |          |          |

## Formato
Le dodici squadre vengono divise in quattro gruppi da tre; le vincitrici di ciascun gruppo accedono alle semifinali.
| Giorno                               | Turno       | Numero di squadre          |
| ------------------------------------ | ----------- | -------------------------- |
| 8-11 novembre 2022 (Martedì-Venerdì) | Round Robin | 12 (4 gruppi da 3 squadre) |
| 12 novembre 2022 (Sabato)            | Semifinali  | 4                          |
| 13 novembre 2022 (Domenica)          | Finale      | 2                          |

## Fase a gironi

### Riepilogo
| Gruppo | Vincitore     | Vincitore | Vincitore | Vincitore | Seconda     | Seconda | Seconda | Seconda | Terza      | Terza | Terza | Terza |
| Gruppo | Nazione       | I         | P         | S         | Nazione     | I       | P       | S       | Nazione    | I     | P     | S     |
| ------ | ------------- | --------- | --------- | --------- | ----------- | ------- | ------- | ------- | ---------- | ----- | ----- | ----- |
| A      | Svizzera      | 2-0       | 5-1       | 10-4      | Canada      | 1-1     | 4-2     | 9-4     | Italia     | 0-2   | 0-6   | 1-12  |
| B      | Australia     | 2-0       | 5-1       | 11-3      | Slovacchia  | 1-1     | 3-3     | 6-8     | Belgio     | 0-2   | 1-5   | 4-10  |
| C      | Gran Bretagna | 1-1       | 4-2       | 9-4       | Spagna      | 1-1     | 3-3     | 6-8     | Kazakistan | 1-1   | 2-4   | 6-9   |
| D      | Rep. Ceca     | 2-0       | 4-2       | 8-4       | Stati Uniti | 1-1     | 3-3     | 7-7     | Polonia    | 0-2   | 2-4   | 5-9   |

### Gruppo A
| Pos. | Nazione  | Incontri | Partite | Set  | S % | Game  | G % |
| ---- | -------- | -------- | ------- | ---- | --- | ----- | --- |
| 1    | Svizzera | 2-0      | 5-1     | 10-4 | 71% | 73-60 | 55% |
| 2    | Canada   | 1-1      | 4-2     | 9-4  | 69% | 67-41 | 62% |
| 3    | Italia   | 0-2      | 0-6     | 1-12 | 8%  | 41-80 | 34% |

#### Svizzera vs. Italia
| Svizzera 3 | Emirates Arena, Glasgow, Scozia 9 novembre Cemento (indoor) | Emirates Arena, Glasgow, Scozia 9 novembre Cemento (indoor)       | Italia 0 |     |      |  |
| \| \| \| \| 1 \| 2 \| 3 \| \| \| - \| \| ----------------------------------------------------------------- \| ---- \| --- \| ---- \| \| \| 1 \| \| Jil Teichmann Elisabetta Cocciaretto \| 6 3 \| 4 6 \| 7 65 \| \| \| 2 \| \| Belinda Bencic Jasmine Paolini \| 7 5 \| 6 3 \| \| \| \| 3 \| \| Belinda Bencic / Jil Teichmann Jasmine Paolini / Martina Trevisan \| 7 65 \| 6 1 \| \| \| |                                                             |                                                                   |          |     |      |  |
| |                                                             |                                                                   | 1        | 2   | 3    |  |
| 1 | Svizzera (bandiera) · Italia (bandiera)                     | Jil Teichmann Elisabetta Cocciaretto                              | 6 3      | 4 6 | 7 65 |  |
| 2 | Svizzera (bandiera) · Italia (bandiera)                     | Belinda Bencic Jasmine Paolini                                    | 7 5      | 6 3 |      |  |
| 3 | Svizzera (bandiera) · Italia (bandiera)                     | Belinda Bencic / Jil Teichmann Jasmine Paolini / Martina Trevisan | 7 65     | 6 1 |      |  |

#### Canada vs. Italia
| Canada 3 | Emirates Arena, Glasgow, Scozia 10 novembre 2022 Cemento (indoor) | Emirates Arena, Glasgow, Scozia 10 novembre 2022 Cemento (indoor)       | Italia 0 |     |   |  |
| \| \| \| \| 1 \| 2 \| 3 \| \| \| - \| \| ----------------------------------------------------------------------- \| ---- \| --- \| - \| \| \| 1 \| \| Bianca Andreescu Elisabetta Cocciaretto \| 7 63 \| 6 3 \| \| \| \| 2 \| \| Leylah Fernandez Martina Trevisan \| 6 0 \| 6 0 \| \| \| \| 3 \| \| Gabriela Dabrowski / Leylah Fernandez Lucia Bronzetti / Jasmine Paolini \| 6 1 \| 6 1 \| \| \| |                                                                   |                                                                         |          |     |   |  |
| |                                                                   |                                                                         | 1        | 2   | 3 |  |
| 1 | Canada (bandiera) · Italia (bandiera)                             | Bianca Andreescu Elisabetta Cocciaretto                                 | 7 63     | 6 3 |   |  |
| 2 | Canada (bandiera) · Italia (bandiera)                             | Leylah Fernandez Martina Trevisan                                       | 6 0      | 6 0 |   |  |
| 3 | Canada (bandiera) · Italia (bandiera)                             | Gabriela Dabrowski / Leylah Fernandez Lucia Bronzetti / Jasmine Paolini | 6 1      | 6 1 |   |  |

#### Svizzera vs. Canada
| Svizzera 2 | Emirates Arena, Glasgow, Scozia 11 novembre 2022 Cemento (indoor) | Emirates Arena, Glasgow, Scozia 11 novembre 2022 Cemento (indoor)    | Canada 1 |     |     |  |
| \| \| \| \| 1 \| 2 \| 3 \| \| \| - \| \| -------------------------------------------------------------------- \| --- \| --- \| --- \| \| \| 1 \| \| Viktorija Golubic Bianca Andreescu \| 2 6 \| 6 3 \| 6 4 \| \| \| 2 \| \| Belinda Bencic Leylah Fernandez \| 6 0 \| 7 5 \| \| \| \| 3 \| \| Jil Teichmann / Simona Waltert Gabriela Dabrowski / Leylah Fernandez \| 2 6 \| 1 6 \| \| \| |                                                                   |                                                                      |          |     |     |  |
| |                                                                   |                                                                      | 1        | 2   | 3   |  |
| 1 | Svizzera (bandiera) · Canada (bandiera)                           | Viktorija Golubic Bianca Andreescu                                   | 2 6      | 6 3 | 6 4 |  |
| 2 | Svizzera (bandiera) · Canada (bandiera)                           | Belinda Bencic Leylah Fernandez                                      | 6 0      | 7 5 |     |  |
| 3 | Svizzera (bandiera) · Canada (bandiera)                           | Jil Teichmann / Simona Waltert Gabriela Dabrowski / Leylah Fernandez | 2 6      | 1 6 |     |  |

### Gruppo B
| Pos. | Nazione    | Incontri | Partite | Set  | S % | Game  | G % |
| ---- | ---------- | -------- | ------- | ---- | --- | ----- | --- |
| 1    | Australia  | 2-0      | 5-1     | 11-3 | 79% | 73-40 | 65% |
| 2    | Slovacchia | 1-1      | 3-3     | 6-8  | 42% | 52-65 | 44% |
| 3    | Belgio     | 0-2      | 1-5     | 4-10 | 29% | 53-73 | 42% |

#### Australia vs. Slovacchia
| Australia 2 | Emirates Arena, Glasgow, Scozia 8 novembre Cemento (indoor) | Emirates Arena, Glasgow, Scozia 8 novembre Cemento (indoor)      | Slovacchia 1 |     |      |  |
| \| \| \| \| 1 \| 2 \| 3 \| \| \| - \| \| ---------------------------------------------------------------- \| --- \| --- \| ---- \| \| \| 1 \| \| Storm Sanders Viktória Kužmová \| 6 4 \| 6 3 \| \| \| \| 2 \| \| Alja Tomljanović Anna Karolína Schmiedlová \| 6 1 \| 6 2 \| \| \| \| 3 \| \| Ellen Perez / Storm Sanders Viktória Kužmová / Tereza Mihalíková \| 6 2 \| 3 6 \| 6 10 \| \| |                                                             |                                                                  |              |     |      |  |
| |                                                             |                                                                  | 1            | 2   | 3    |  |
| 1 | Australia (bandiera) · Slovacchia (bandiera)                | Storm Sanders Viktória Kužmová                                   | 6 4          | 6 3 |      |  |
| 2 | Australia (bandiera) · Slovacchia (bandiera)                | Alja Tomljanović Anna Karolína Schmiedlová                       | 6 1          | 6 2 |      |  |
| 3 | Australia (bandiera) · Slovacchia (bandiera)                | Ellen Perez / Storm Sanders Viktória Kužmová / Tereza Mihalíková | 6 2          | 3 6 | 6 10 |  |

#### Slovacchia vs. Belgio
| Slovacchia 2 | Emirates Arena, Glasgow, Scozia 9 novembre Cemento (indoor) | Emirates Arena, Glasgow, Scozia 9 novembre Cemento (indoor)           | Belgio 1 |      |     |  |
| \| \| \| \| 1 \| 2 \| 3 \| \| \| - \| \| --------------------------------------------------------------------- \| --- \| ---- \| --- \| \| \| 1 \| \| Viktória Kužmová Ysaline Bonaventure \| 6 2 \| 7 67 \| \| \| \| 2 \| \| Anna Karolína Schmiedlová Maryna Zanevs'ka \| 5 7 \| 6 2 \| 6 3 \| \| \| 3 \| \| Viktória Kužmová / Tereza Mihalíková Kirsten Flipkens / Elise Mertens \| 0 6 \| 3 6 \| \| \| |                                                             |                                                                       |          |      |     |  |
| |                                                             |                                                                       | 1        | 2    | 3   |  |
| 1 | Slovacchia (bandiera) · Belgio (bandiera)                   | Viktória Kužmová Ysaline Bonaventure                                  | 6 2      | 7 67 |     |  |
| 2 | Slovacchia (bandiera) · Belgio (bandiera)                   | Anna Karolína Schmiedlová Maryna Zanevs'ka                            | 5 7      | 6 2  | 6 3 |  |
| 3 | Slovacchia (bandiera) · Belgio (bandiera)                   | Viktória Kužmová / Tereza Mihalíková Kirsten Flipkens / Elise Mertens | 0 6      | 3 6  |     |  |

#### Australia vs. Belgio
| Australia 3 | Emirates Arena, Glasgow, Scozia 10 novembre 2022 Cemento (indoor) | Emirates Arena, Glasgow, Scozia 10 novembre 2022 Cemento (indoor)      | Belgio 0 |     |     |        |
| \| \| \| \| 1 \| 2 \| 3 \| \| \| - \| \| ---------------------------------------------------------------------- \| --- \| --- \| --- \| ------ \| \| 1 \| \| Storm Sanders Alison Van Uytvanck \| 6 2 \| 6 2 \| \| \| \| 2 \| \| Ajla Tomljanović Elise Mertens \| 4 6 \| 6 4 \| 3 0 \| ritiro \| \| 3 \| \| Storm Sanders / Samantha Stosur Ysaline Bonaventure / Kirsten Flipkens \| 6 4 \| 6 3 \| \| \| |                                                                   |                                                                        |          |     |     |        |
| |                                                                   |                                                                        | 1        | 2   | 3   |        |
| 1 | Australia (bandiera) · Belgio (bandiera)                          | Storm Sanders Alison Van Uytvanck                                      | 6 2      | 6 2 |     |        |
| 2 | Australia (bandiera) · Belgio (bandiera)                          | Ajla Tomljanović Elise Mertens                                         | 4 6      | 6 4 | 3 0 | ritiro |
| 3 | Australia (bandiera) · Belgio (bandiera)                          | Storm Sanders / Samantha Stosur Ysaline Bonaventure / Kirsten Flipkens | 6 4      | 6 3 |     |        |

### Gruppo C
| Pos. | Nazione       | Incontri | Partite | Set | S % | Game  | G % |
| ---- | ------------- | -------- | ------- | --- | --- | ----- | --- |
| 1    | Gran Bretagna | 1–1      | 4–2     | 9–4 | 69% | 66–53 | 55% |
| 2    | Spagna        | 1–1      | 3–3     | 6–8 | 43% | 59–71 | 45% |
| 3    | Kazakistan    | 1–1      | 2–4     | 6–9 | 40% | 70–71 | 50% |

#### Kazakistan vs. Gran Bretagna
| Kazakistan 2 | Emirates Arena, Glasgow, Scozia 8 novembre Cemento (indoor) | Emirates Arena, Glasgow, Scozia 8 novembre Cemento (indoor)     | Gran Bretagna 1 |     |     |  |
| \| \| \| \| 1 \| 2 \| 3 \| \| \| - \| \| --------------------------------------------------------------- \| --- \| --- \| --- \| \| \| 1 \| \| Julija Putinceva Katie Boulter \| 4 6 \| 6 3 \| 6 2 \| \| \| 2 \| \| Elena Rybakina Harriet Dart \| 6 1 \| 6 4 \| \| \| \| 3 \| \| Anna Danilina / Elena Rybakina Alicia Barnett / Olivia Nicholls \| 5 7 \| 3 6 \| \| \| |                                                             |                                                                 |                 |     |     |  |
| |                                                             |                                                                 | 1               | 2   | 3   |  |
| 1 | Kazakistan (bandiera) · Gran Bretagna (bandiera)            | Julija Putinceva Katie Boulter                                  | 4 6             | 6 3 | 6 2 |  |
| 2 | Kazakistan (bandiera) · Gran Bretagna (bandiera)            | Elena Rybakina Harriet Dart                                     | 6 1             | 6 4 |     |  |
| 3 | Kazakistan (bandiera) · Gran Bretagna (bandiera)            | Anna Danilina / Elena Rybakina Alicia Barnett / Olivia Nicholls | 5 7             | 3 6 |     |  |

#### Spagna vs. Kazakistan
| Spagna 3 | Emirates Arena, Glasgow, Scozia 9 novembre Cemento (indoor) | Emirates Arena, Glasgow, Scozia 9 novembre Cemento (indoor)             | Kazakistan 0 |     |      |  |
| \| \| \| \| 1 \| 2 \| 3 \| \| \| - \| \| ----------------------------------------------------------------------- \| --- \| --- \| ---- \| \| \| 1 \| \| Nuria Párrizas Díaz Julija Putinceva \| 6 4 \| 2 6 \| 7 65 \| \| \| 2 \| \| Paula Badosa Elena Rybakina \| 6 2 \| 3 6 \| 6 4 \| \| \| 3 \| \| Paula Badosa / Aliona Bolsova Zadoinov Anna Danilina / Julija Putinceva \| 6 4 \| 6 2 \| \| \| |                                                             |                                                                         |              |     |      |  |
| |                                                             |                                                                         | 1            | 2   | 3    |  |
| 1 | Spagna (bandiera) · Kazakistan (bandiera)                   | Nuria Párrizas Díaz Julija Putinceva                                    | 6 4          | 2 6 | 7 65 |  |
| 2 | Spagna (bandiera) · Kazakistan (bandiera)                   | Paula Badosa Elena Rybakina                                             | 6 2          | 3 6 | 6 4  |  |
| 3 | Spagna (bandiera) · Kazakistan (bandiera)                   | Paula Badosa / Aliona Bolsova Zadoinov Anna Danilina / Julija Putinceva | 6 4          | 6 2 |      |  |

#### Spagna vs. Gran Bretagna
| Spagna 0 | Emirates Arena, Glasgow, Scozia 10 novembre 2022 Cemento (indoor) | Emirates Arena, Glasgow, Scozia 10 novembre 2022 Cemento (indoor) | Regno Unito 3 |     |   |  |
| \| \| \| \| 1 \| 2 \| 3 \| \| \| - \| \| ----------------------------------------------------------------- \| ---- \| --- \| - \| \| \| 1 \| \| Nuria Párrizas Díaz Heather Watson \| 0 6 \| 2 6 \| \| \| \| 2 \| \| Paula Badosa Harriet Dart \| 3 6 \| 4 6 \| \| \| \| 3 \| \| Aliona Bolsova / Rebeka Masarova Alicia Barnett / Olivia Nicholls \| 65 7 \| 2 6 \| \| \| |                                                                   |                                                                   |               |     |   |  |
| |                                                                   |                                                                   | 1             | 2   | 3 |  |
| 1 | Spagna (bandiera) · Regno Unito (bandiera)                        | Nuria Párrizas Díaz Heather Watson                                | 0 6           | 2 6 |   |  |
| 2 | Spagna (bandiera) · Regno Unito (bandiera)                        | Paula Badosa Harriet Dart                                         | 3 6           | 4 6 |   |  |
| 3 | Spagna (bandiera) · Regno Unito (bandiera)                        | Aliona Bolsova / Rebeka Masarova Alicia Barnett / Olivia Nicholls | 65 7          | 2 6 |   |  |

### Gruppo D
| Pos. | Nazione     | Incontri | Partite | Set | S % | Game  | G % |
| ---- | ----------- | -------- | ------- | --- | --- | ----- | --- |
| 1    | Rep. Ceca   | 2–0      | 4–2     | 8–4 | 67% | 60–46 | 57% |
| 2    | Stati Uniti | 1–1      | 3–3     | 7–7 | 50% | 65–66 | 50% |
| 3    | Polonia     | 0–2      | 2–4     | 5–9 | 36% | 56–69 | 45% |

#### Stati Uniti vs. Polonia
| Stati Uniti 2 | Emirates Arena, Glasgow, Scozia 9 novembre Cemento (indoor) | Emirates Arena, Glasgow, Scozia 9 novembre Cemento (indoor) | Polonia 1 |     |      |  |
| \| \| \| \| 1 \| 2 \| 3 \| \| \| - \| \| --------------------------------------------------------- \| --- \| --- \| ---- \| \| \| 1 \| \| Danielle Collins Magdalena Fręch \| 6 4 \| 3 6 \| 7 62 \| \| \| 2 \| \| Madison Keys Magda Linette \| 4 6 \| 6 4 \| 2 6 \| \| \| 3 \| \| Coco Gauff / Caty McNally Magda Linette / Alicja Rosolska \| 6 1 \| 6 2 \| \| \| |                                                             |                                                             |           |     |      |  |
| |                                                             |                                                             | 1         | 2   | 3    |  |
| 1 | Stati Uniti (bandiera) · Polonia (bandiera)                 | Danielle Collins Magdalena Fręch                            | 6 4       | 3 6 | 7 62 |  |
| 2 | Stati Uniti (bandiera) · Polonia (bandiera)                 | Madison Keys Magda Linette                                  | 4 6       | 6 4 | 2 6  |  |
| 3 | Stati Uniti (bandiera) · Polonia (bandiera)                 | Coco Gauff / Caty McNally Magda Linette / Alicja Rosolska   | 6 1       | 6 2 |      |  |

#### Repubblica Ceca vs. Polonia
| Rep. Ceca 2 | Emirates Arena, Glasgow, Scozia 10 novembre 2022 Cemento (indoor) | Emirates Arena, Glasgow, Scozia 10 novembre 2022 Cemento (indoor)       | Polonia 1 |     |   |  |
| \| \| \| \| 1 \| 2 \| 3 \| \| \| - \| \| ----------------------------------------------------------------------- \| --- \| --- \| - \| \| \| 1 \| \| Karolína Muchová Magdalena Fręch \| 6 2 \| 6 2 \| \| \| \| 2 \| \| Karolína Plíšková Magda Linette \| 4 6 \| 1 6 \| \| \| \| 3 \| \| Kateřina Siniaková / Markéta Vondroušová Katarzyna Kawa / Magda Linette \| 6 2 \| 6 3 \| \| \| |                                                                   |                                                                         |           |     |   |  |
| |                                                                   |                                                                         | 1         | 2   | 3 |  |
| 1 | Rep. Ceca (bandiera) · Polonia (bandiera)                         | Karolína Muchová Magdalena Fręch                                        | 6 2       | 6 2 |   |  |
| 2 | Rep. Ceca (bandiera) · Polonia (bandiera)                         | Karolína Plíšková Magda Linette                                         | 4 6       | 1 6 |   |  |
| 3 | Rep. Ceca (bandiera) · Polonia (bandiera)                         | Kateřina Siniaková / Markéta Vondroušová Katarzyna Kawa / Magda Linette | 6 2       | 6 3 |   |  |

#### Repubblica Ceca vs. Stati Uniti
| Rep. Ceca 2 | Emirates Arena, Glasgow, Scozia 11 novembre 2022 Cemento (indoor) | Emirates Arena, Glasgow, Scozia 11 novembre 2022 Cemento (indoor)   | Stati Uniti 1 |     |   |  |
| \| \| \| \| 1 \| 2 \| 3 \| \| \| - \| \| ------------------------------------------------------------------- \| ---- \| --- \| - \| \| \| 1 \| \| Markéta Vondroušová Danielle Collins \| 6 3 \| 6 3 \| \| \| \| 2 \| \| Kateřina Siniaková Cori Gauff \| 7 61 \| 6 1 \| \| \| \| 3 \| \| Karolína Muchová / Karolína Plíšková Madison Keys / Taylor Townsend \| 3 6 \| 3 6 \| \| \| |                                                                   |                                                                     |               |     |   |  |
| |                                                                   |                                                                     | 1             | 2   | 3 |  |
| 1 | Rep. Ceca (bandiera) · Stati Uniti (bandiera)                     | Markéta Vondroušová Danielle Collins                                | 6 3           | 6 3 |   |  |
| 2 | Rep. Ceca (bandiera) · Stati Uniti (bandiera)                     | Kateřina Siniaková Cori Gauff                                       | 7 61          | 6 1 |   |  |
| 3 | Rep. Ceca (bandiera) · Stati Uniti (bandiera)                     | Karolína Muchová / Karolína Plíšková Madison Keys / Taylor Townsend | 3 6           | 3 6 |   |  |

## Fase a eliminazione diretta

### Tabellone
|  | Semifinali | Semifinali  | Semifinali |           |          | Finale | Finale | Finale |  |
|  |            |             |            |           |          |        |        |        |  |
|  |            | Svizzera    | 2          |           |          |        |        |        |  |
|  |            | Svizzera    | 2          |           |          |        |        |        |  |
|  |            | Rep. Ceca   | 0          |           |          |        |        |        |  |
|  |            | Rep. Ceca   | 0          |           | Svizzera | 2      |        |        |  |
|  |            |             |            |           | Svizzera | 2      |        |        |  |
|  |            |             |            | Australia | 0        |        |        |        |  |
|  |            | Regno Unito | 1          | Australia | 0        |        |        |        |  |
|  |            |             |            |           |          |        |        |        |  |
|  |            | Australia   | 2          |           |          |        |        |        |  |

### Semifinali

#### Svizzera vs. Repubblica Ceca
| Svizzera 2 | Emirates Arena, Glasgow, Scozia 12 novembre 2022 Cemento (indoor) | Emirates Arena, Glasgow, Scozia 12 novembre 2022 Cemento (indoor)       | Rep. Ceca 0 |     |   |             |
| \| \| \| \| 1 \| 2 \| 3 \| \| \| - \| \| ----------------------------------------------------------------------- \| --- \| --- \| - \| ----------- \| \| 1 \| \| Viktorija Golubic Karolína Muchová \| 6 4 \| 6 4 \| \| \| \| 2 \| \| Belinda Bencic Karolína Plíšková \| 6 2 \| 7 6 \| \| \| \| 3 \| \| Belinda Bencic / Jil Teichmann Kateřina Siniaková / Markéta Vondroušová \| \| \| \| non giocato \| |                                                                   |                                                                         |             |     |   |             |
| |                                                                   |                                                                         | 1           | 2   | 3 |             |
| 1 | Svizzera (bandiera) · Rep. Ceca (bandiera)                        | Viktorija Golubic Karolína Muchová                                      | 6 4         | 6 4 |   |             |
| 2 | Svizzera (bandiera) · Rep. Ceca (bandiera)                        | Belinda Bencic Karolína Plíšková                                        | 6 2         | 7 6 |   |             |
| 3 | Svizzera (bandiera) · Rep. Ceca (bandiera)                        | Belinda Bencic / Jil Teichmann Kateřina Siniaková / Markéta Vondroušová |             |     |   | non giocato |

#### Regno Unito vs. Australia
| Regno Unito 1 | Emirates Arena, Glasgow, Scozia 12 novembre 2022 Cemento (indoor) | Emirates Arena, Glasgow, Scozia 12 novembre 2022 Cemento (indoor) | Australia 2 |      |      |  |
| \| \| \| \| 1 \| 2 \| 3 \| \| \| - \| \| ---------------------------------------------------------------- \| ---- \| ---- \| ---- \| \| \| 1 \| \| Heather Watson Storm Sanders \| 4 6 \| 63 7 \| \| \| \| 2 \| \| Harriet Dart Ajla Tomljanović \| 7 63 \| 6 2 \| \| \| \| 3 \| \| Alicia Barnett / Olivia Nicholls Storm Sanders / Samantha Stosur \| 61 7 \| 7 65 \| 6 10 \| \| |                                                                   |                                                                   |             |      |      |  |
| |                                                                   |                                                                   | 1           | 2    | 3    |  |
| 1 | Regno Unito (bandiera) · Australia (bandiera)                     | Heather Watson Storm Sanders                                      | 4 6         | 63 7 |      |  |
| 2 | Regno Unito (bandiera) · Australia (bandiera)                     | Harriet Dart Ajla Tomljanović                                     | 7 63        | 6 2  |      |  |
| 3 | Regno Unito (bandiera) · Australia (bandiera)                     | Alicia Barnett / Olivia Nicholls Storm Sanders / Samantha Stosur  | 61 7        | 7 65 | 6 10 |  |

### Finale

#### Svizzera vs. Australia
| Svizzera 2 | Emirates Arena, Glasgow, Scozia 13 novembre 2022 Cemento (indoor) | Emirates Arena, Glasgow, Scozia 13 novembre 2022 Cemento (indoor) | Australia 0 |     |     |             |
| \| \| \| \| 1 \| 2 \| 3 \| \| \| - \| \| -------------------------------------------------------------- \| --- \| --- \| --- \| ----------- \| \| 1 \| \| Jil Teichmann Storm Sanders \| 6 3 \| 4 6 \| 6 3 \| \| \| 2 \| \| Belinda Bencic Ajla Tomljanović \| 6 2 \| 6 1 \| \| \| \| 3 \| \| Belinda Bencic / Jil Teichmann Storm Sanders / Samantha Stosur \| \| \| \| non giocato \| |                                                                   |                                                                   |             |     |     |             |
| |                                                                   |                                                                   | 1           | 2   | 3   |             |
| 1 | Svizzera (bandiera) · Australia (bandiera)                        | Jil Teichmann Storm Sanders                                       | 6 3         | 4 6 | 6 3 |             |
| 2 | Svizzera (bandiera) · Australia (bandiera)                        | Belinda Bencic Ajla Tomljanović                                   | 6 2         | 6 1 |     |             |
| 3 | Svizzera (bandiera) · Australia (bandiera)                        | Belinda Bencic / Jil Teichmann Storm Sanders / Samantha Stosur    |             |     |     | non giocato |